# Caiman latirostris
Il caimano dal muso largo (Caiman latirostris, Daudin, 1802) è una specie del genere Caiman, originario del Sud America centrale ed orientale, comprendendo il Brasile sud-orientale, l'Argentina settentrionale, Uruguay, Paraguay e Bolivia. Questi rettili si trovano principalmente negli specchi d'acqua dolce, nelle paludi e nelle mangrovie, di solito in acque ferme e/o molto lente. Può essere trovato anche nei canali artificiali usati per l'irrigazione dei campi e l'allevamento bovino.

## Descrizione

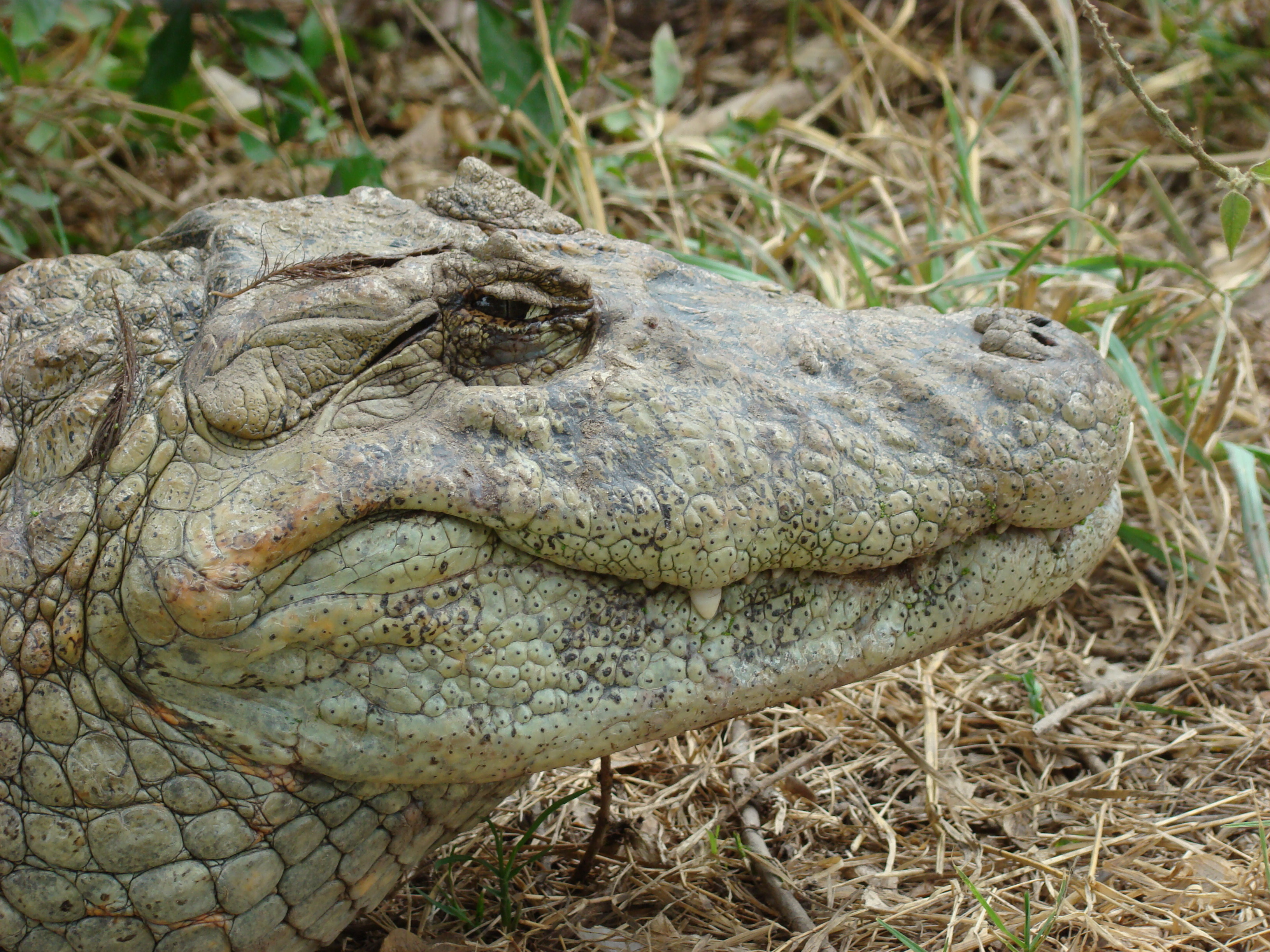
Primo piano della testa

In natura, gli adulti raggiungono normalmente una lunghezza media compresa tra i 2 e i 2,5 metri (6,6-8,2 piedi), sebbene siano stati registrati esemplari eccezionali che hanno raggiunto anche i 3,5 metri (11 piedi). Gli esemplari adulti in cattività raggiungono un peso di 29,2-62 kg (64-137 libbre).
Il caimano dal muso largo tende ad essere di colore verde oliva chiaro. Alcuni individui hanno macchie sul volto. La caratteristica fisica più evidente di questo animale è il muso è largo e robusto, da cui deriva il nome dell'animale. Questo largo muso è ben adattato per strappare la vegetazione mentre l'animale si sposta nella foresta alla ricerca di cibo. A causa di ciò, ingoiano anche parte della fitta vegetazione.

## Distribuzione e habitat
Abita nella parte orientale e centrale del Sud America (il suo areale comprende il Brasile sudorientale, l'Argentina settentrionale, l'Uruguay, il Paraguay e il Bolivia). Predilige le zone d'acqua dolce stagnanti o con poca corrente, paludi e mangrovie. Può essere trovato anche nei canali artificiali usati per l'irrigazione dei campi e l'allevamento bovino.

## Biologia

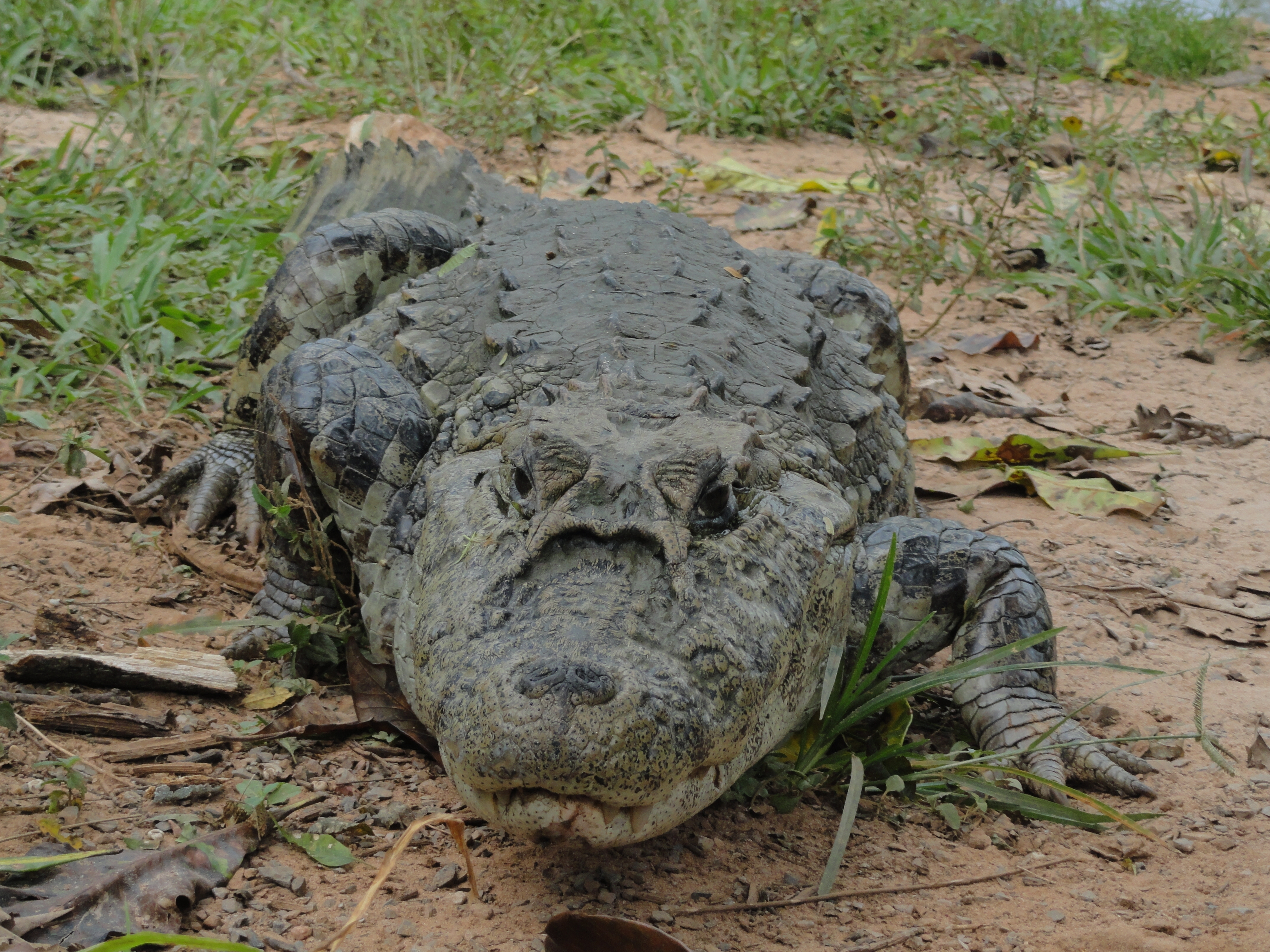
Un esemplare sulle sponde di uno stagno a Bonito MS, Brasile

Come la maggior parte dei coccodrilli, il caimano dal muso largo è ectotermico, pertanto la sua temperatura corporea dipende dalla temperatura dell'ambiente esterno. Un recente studio sul contributo della frequenza cardiaca alla regolazione della temperatura corporea dei caimani ha mostrato un aumento della frequenza cardiaca all'aumentare della temperatura, ed un abbassamento quando la temperatura si abbassava.
Il calore viene assorbito attraverso la pelle nel sangue, mantenendo alta la sua temperatura corporea. Un aumento della frequenza cardiaca aiuta il trasferimento di calore appena assorbito attraverso tutto il corpo più rapidamente. Quando l'aria diventa più fresca, il cuore rallenta la sua attività. Come per la maggior parte dei rettili, la temperatura esterna determina anche il sesso dei cuccioli.

### Dieta
Il caimano dal muso largo si nutre principalmente di piccoli invertebrati, e grazie al largo e potente muso è in grado di spezzare i gusci di lumache e tartarughe. Con l'aumentare delle dimensioni degli individui aumentano anche le dimensioni delle loro prede. Tutti i giovani caimani dal muso largo hanno una dieta composta principalmente da insetti; tuttavia, man mano che il caimano cresce, comincia a predare anche prede più grandi come uccelli, pesci e rettili. Alcuni esemplari in cattività sono stati documentati e fotografati mentre divoravano il frutto del Philodendron bipinnatifidum, senza stimolazione esterna, anche se non è chiaro se ciò sia dovuto al fatto che fossero ospitati con dei tegu o se sia un comportamento naturale. Uno studio successivo di un altro gruppo ha concluso che il caimano dal muso largo, e i suoi parenti più stretti, siano onnivori obbligati e svolgano un ruolo molto importante nella dispersione dei semi delle piante nei loro habitat.

### Riproduzione

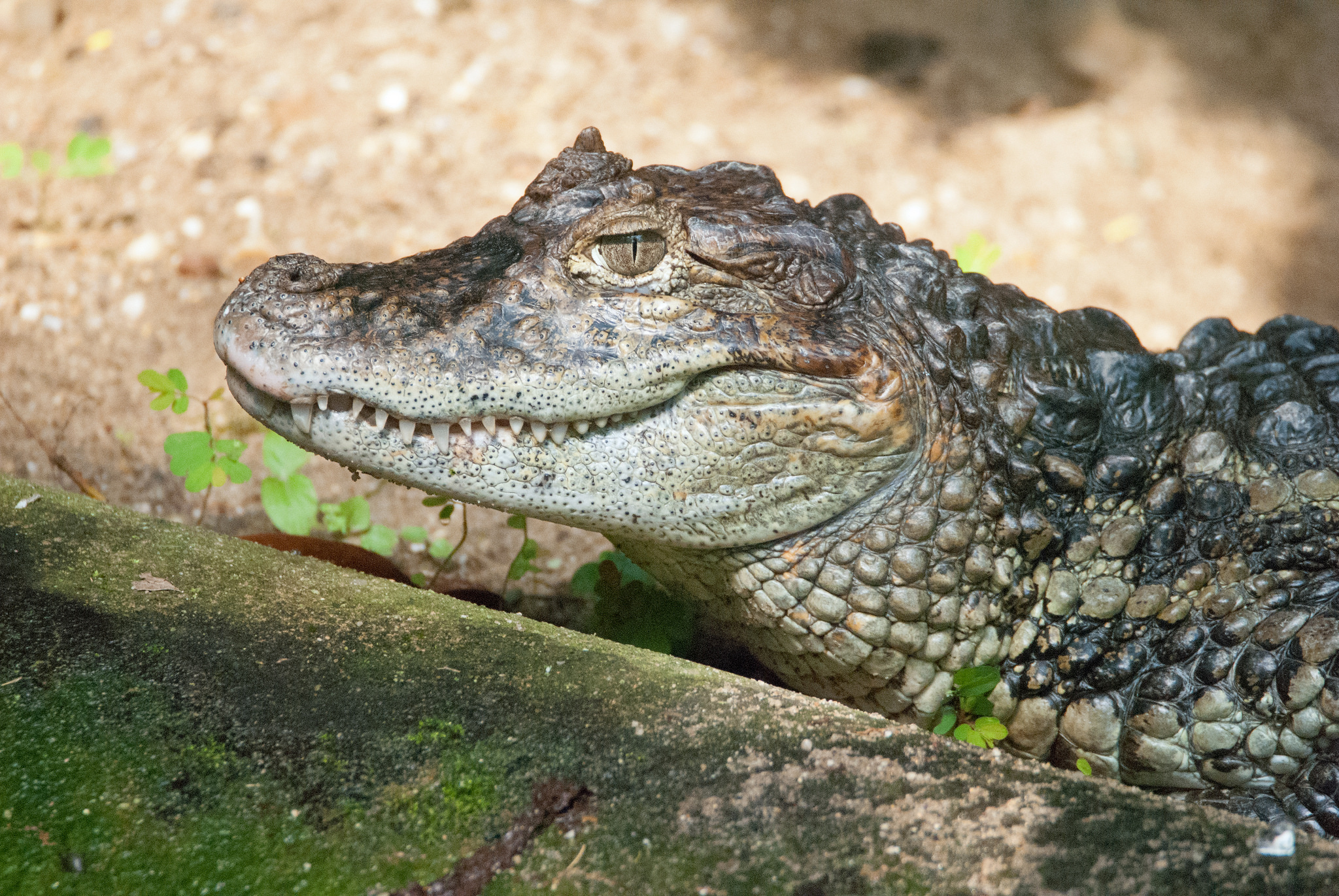
Esemplare al Burger´s Zoo, Paesi Bassi

Le femmine depongono dalle 18 alle 50 uova alla volta. All'interno di un nido sono state contate fino a 129 uova, sebbene siano eventi rari e probabilmente il risultato di diverse deposizioni. Le femmine depongono le uova in due strati, con una leggera differenza di temperatura tra i due strati. Ciò si tradurrà in un rapporto più uniforme tra maschi e femmine. Il caimano non ha cromosomi sessuali, ma dipende invece dalla temperatura esterna per determinare il rapporto tra prole maschio e femmina. Le uova lasciate a temperature più calde (32 °C (90 °F) o superiori) si schiuderanno in femmine mentre le uova esposte a temperature più basse (31 °C (88 °F) o inferiori) si schiuderanno in maschi. Vi sono anche fattori più importanti che contribuiscono alla determinazione del sesso dei futuri nascituri, come i livelli di estrogeni e i livelli di stress della madre. Uno studio condotto sul campo ha concluso che ogni nido era diverso nel sesso sebbene fossero esposti alla stessa temperatura. Ciò indica che ci sono altri fattori che contribuiscono alla scelta del sesso.

## Conservazione
La caccia alla specie iniziò nel 1940 per poter lavorare la sua pregiata pelle dalla consistenza morbida. Tuttavia molti paesi hanno reso illegale la caccia a questa specie consentendo alla popolazione del caimano dal muso largo di recuperare. Oggi invece la distruzione dell'habitat è la principale minaccia per la specie. La deforestazione ed il deflusso dell'inquinamento sono le due cause principali della distruzione del loro habitat.
È una specie molto nota nelle lagune delle aree urbane di Barra da Tijuca e Recreio dos Bandeirantes, a Rio de Janeiro.